# Jason Cook
Jason John Cook né le 13 septembre 1980 est un acteur américain. Il est surtout connu pour son rôle de Shawn-Douglas Brady dans le soap opera Des jours et des vies.

## Biographie
Jason Cook est né à Camden, dans le New Jersey. Son père, Bill, travaille dans les travaux publics et sa mère, JoAnn, est institutrice. Il a deux sœurs, Michelle et Janean et un frère, Michael.
Quand il était très jeune, sa famille déménagea en Californie. Très jeune, Jason commence à étudier le piano. Jusqu'à l'école secondaire, il n'a jamais envisagé de devenir acteur, jusqu'au jour où il dût faire un remplacement en urgence dans Whodunnit.
Un manager est arrivé durant sa prestation du soir et lui a demandé plus tard si Jason ne voulait pas devenir acteur. Jason a préféré aller à la Westlake High School en Californie.
Jason Cook intègre Des jours et des Vies dans le rôle de Shawn-Douglas Brady en 1999 et devient très populaire auprès des fans du soap, surtout lorsque son personnage "Shawn" a une relation avec "Belle Black". Jason Cook apparaît à partir du 15 octobre 1999 jusqu'au 22 septembre 2006. Lorsque le contrat de Jason Cook avec Des jours et des vies expire en 2006, il décide de quitter le show. C'est l'acteur Brandon Beemer qui le remplace dans le rôle de "Shawn" et il débute le 28 septembre 2006 jusqu'au 21 mars 2008.
Jason Cook décide d'écrire et de produire des films. Il produit le film indépendant Social Security Guard, dans lequel il joue le rôle principal et a pour partenaire John Ingle, l'une des stars de Hôpital central. John Ingle a aussi joué dans Des jours et des vies le rôle de Mickey Horton de 2004 à 2006 après le départ de John Clarke qui a joué ce même rôle de 1965 à 2004.
Jason Cook participe également à un autre film des Studios Disney, The Wizard of Loneliness.
Le 23 avril 2008, il est annoncé le retour de Jason Cook dans un soap opera : Hôpital central. Il y interprète un nouveau personnage, Matt Hunter. Sa première apparition fut le 26 juin 2008 et sa dernière le 11 juin 2012.

## Filmographie

### Acteur

#### Cinéma
- 1988 : The Wizard of Loneliness : Monroe
- 2012 : The Son of an Afghan Farmer : Ken
- 2014 : Dark Awakening : James Thomas

#### Télévision

##### Séries télévisées
- 1999 : The Amanda Show : Audience Member
- 1999-2015 : Des jours et des vies : Shawn-Douglas Brady
- 2008-2012 : Hôpital central : Dr. Matt Hunter
- 2013 : Skins : Comedy MC

##### Téléfilms
- 1986 : Club Med
- 2010 : Turbulences en plein vol : John Wilson
- 2017 : A Christmas Cruise : Arlo Sands
- 2017 : Girlfriend Killer : Emerson Banes
- 2021 : Nos vies volées (A Mother's Terror) de Jeff Hare : Tony

### Réalisateur

#### Cinéma
- 2011 : Numb to Life
- 2014 : State of Bacon
- 2018 : The Creatress

#### Courts-métrages
- 2006 : Social Security Guard
- 2017 : Love Afterlife

### Monteur

#### Cinéma
- 2014 : State of Bacon

### Producteur

#### Cinéma
- 2011 : Numb to Life
- 2014 : State of Bacon

#### Courts-métrages
- 2006 : Social Security Guard
- 2017 : Love Afterlife

### Scénariste

#### Cinéma
- 2014 : State of Bacon
- 2018 : The Creatress

#### Courts-métrages
- 2006 : Social Security Guard
- 2017 : Love Afterlife